# AFC 여자 아시안컵

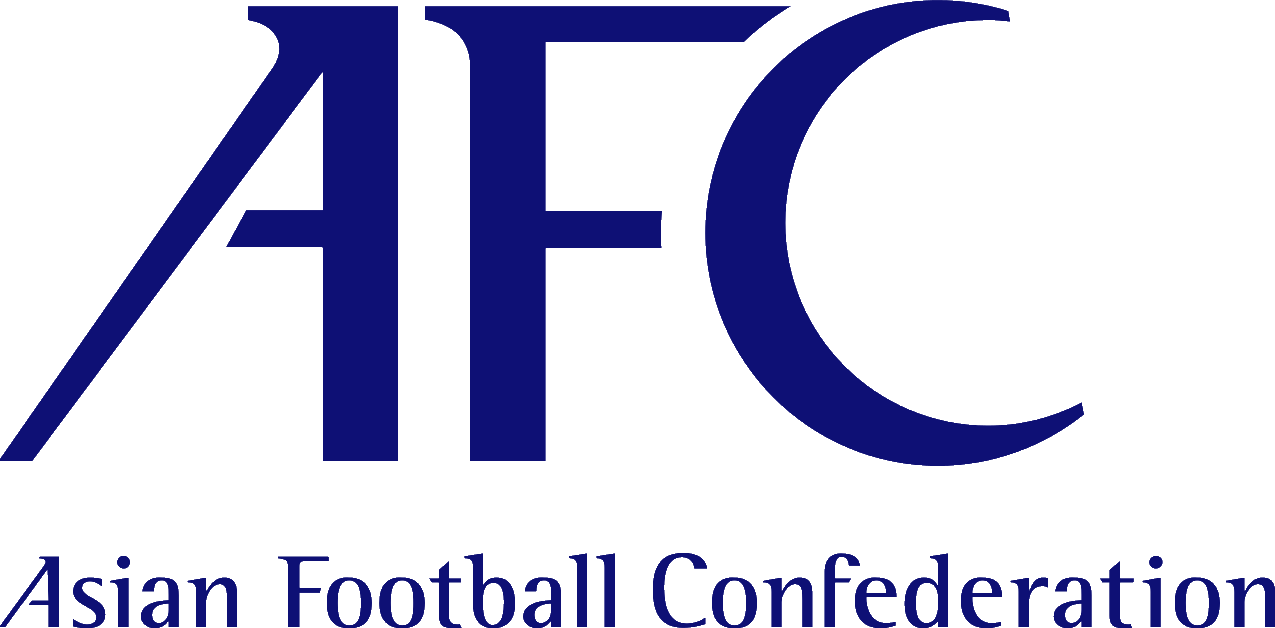

AFC 여자 아시안컵(AFC Women's Asian Cup)은 아시아 축구 연맹이 주관하는 국가 대항 여자 축구 대회로 아시아 지역에서 열리는 여자 축구 국가 대항전 가운데 최고의 권위를 자랑한다.
1975년에 제1회 대회가 개최되었으며 2003년까지는 AFC 여자 챔피언십(AFC Women's Championship)로 불렸다. 2010년까지 2년 간격으로 대회가 개최되었으며 2010년 이후부터 4년 간격으로 . 2018년까지 총 19번의 대회가 열렸으며 최근 해당 대회의 우승 팀은 일본이다, 이 대회는 FIFA 여자 월드컵의 아시아 지역 예선을 겸한다.

## 결과
| 연도          | 개최국         | 결승                        | 결승                        | 결승                        | 3위 결정전 또는 준결승전 탈락팀                           | 3위 결정전 또는 준결승전 탈락팀                           | 3위 결정전 또는 준결승전 탈락팀                           |
| 연도          | 개최국         | 우승                        | 득점                        | 준우승                      | 3위                                                       | 득점                                                      | 4위                                                       |
| ------------- | -------------- | --------------------------- | --------------------------- | --------------------------- | --------------------------------------------------------- | --------------------------------------------------------- | --------------------------------------------------------- |
| 1975년 자세히 | 홍콩           | 뉴질랜드                    | 3 - 1                       | 태국                        | 오스트레일리아                                            | 5 - 0                                                     | 말레이시아                                                |
| 1977년 자세히 | 중화민국       | 중화민국                    | 3 - 1                       | 태국                        | 싱가포르                                                  | 2 - 0                                                     | 인도네시아                                                |
| 1979년 자세히 | 인도           | 중화 타이베이               | 2 - 0                       | 인도                        | 홍콩                                                      | 불명                                                      | 오스트레일리아                                            |
| 1981년 자세히 | 홍콩           | 중화 타이베이               | 5 - 0                       | 태국                        | 홍콩                                                      | 2 - 0                                                     | 인도                                                      |
| 1983년 자세히 | 태국           | 태국                        | 3 - 0                       | 인도                        | 싱가포르                                                  | 0 - 0 (5-4) 승부차기                                      | 말레이시아                                                |
| 1986년 자세히 | 홍콩           | 중화인민공화국              | 2 - 0                       | 일본                        | 태국                                                      | 3 - 0                                                     | 인도네시아                                                |
| 1989년 자세히 | 홍콩           | 중화인민공화국              | 1 - 0                       | 중화 타이베이               | 일본                                                      | 3 - 1                                                     | 홍콩                                                      |
| 1991년 자세히 | 일본           | 중화인민공화국              | 5 - 0                       | 일본                        | 중화 타이베이                                             | 0 - 0 (5-4) 승부차기                                      | 조선민주주의인민공화국                                    |
| 1993년 자세히 | 말레이시아     | 중화인민공화국              | 3 - 0                       | 조선민주주의인민공화국      | 일본                                                      | 3 - 0                                                     | 중화 타이베이                                             |
| 1995년 자세히 | 말레이시아     | 중화인민공화국              | 2 - 0                       | 일본                        | 중화 타이베이                                             | 0 - 0 (3-0) 승부차기                                      | 대한민국                                                  |
| 1997년 자세히 | 중국           | 중화인민공화국              | 2 - 0                       | 조선민주주의인민공화국      | 일본                                                      | 2 - 0                                                     | 중화 타이베이                                             |
| 1999년 자세히 | 필리핀         | 중화인민공화국              | 3 - 0                       | 중화 타이베이               | 조선민주주의인민공화국                                    | 3 - 2                                                     | 일본                                                      |
| 2001년 자세히 | 중화 타이베이  | 조선민주주의인민공화국      | 2 - 0                       | 일본                        | 중화인민공화국                                            | 8 - 0                                                     | 대한민국                                                  |
| 2003년 자세히 | 태국           | 조선민주주의인민공화국      | 2 - 1 연장전                | 중화인민공화국              | 대한민국                                                  | 1 - 0                                                     | 일본                                                      |
| 2006년 자세히 | 오스트레일리아 | 중화인민공화국              | 2 - 2 연장전 (4-2) 승부차기 | 오스트레일리아              | 조선민주주의인민공화국                                    | 3 - 2                                                     | 일본                                                      |
| 2008년 자세히 | 베트남         | 조선민주주의인민공화국      | 2 - 1                       | 중화인민공화국              | 일본                                                      | 3 - 0                                                     | 오스트레일리아                                            |
| 2010년 자세히 | 중국           | 오스트레일리아              | 1 - 1 연장전 (5-4) 승부차기 | 조선민주주의인민공화국      | 일본                                                      | 2 - 0                                                     | 중화인민공화국                                            |
| 2014년 자세히 | 베트남         | 일본                        | 1 - 0                       | 오스트레일리아              | 중화인민공화국                                            | 2 - 1                                                     | 대한민국                                                  |
| 2018년 자세히 | 요르단         | 일본                        | 1 - 0                       | 오스트레일리아              | 중화인민공화국                                            | 3 - 1                                                     | 태국                                                      |
| 2022년 자세히 | 인도           | 중화인민공화국              | 3 - 2                       | 대한민국                    | 일본 & 필리핀                                             | 일본 & 필리핀                                             | 일본 & 필리핀                                             |
| 2026년 자세히 | 오스트레일리아 | [[ 여자 축구 국가대표팀\|]] | ? - ?                       | [[ 여자 축구 국가대표팀\|]] | [[ 여자 축구 국가대표팀\|]] & [[ 여자 축구 국가대표팀\|]] | [[ 여자 축구 국가대표팀\|]] & [[ 여자 축구 국가대표팀\|]] | [[ 여자 축구 국가대표팀\|]] & [[ 여자 축구 국가대표팀\|]] |
| 2029년 자세히 | 우즈베키스탄   | [[ 여자 축구 국가대표팀\|]] | ? - ?                       | [[ 여자 축구 국가대표팀\|]] | [[ 여자 축구 국가대표팀\|]] & [[ 여자 축구 국가대표팀\|]] | [[ 여자 축구 국가대표팀\|]] & [[ 여자 축구 국가대표팀\|]] | [[ 여자 축구 국가대표팀\|]] & [[ 여자 축구 국가대표팀\|]] |

## 각국 통산 성적
| #  | 국가                   | 우승 | 준우승 | 3위 | 4위 |
| -- | ---------------------- | ---- | ------ | --- | --- |
| 1  | 중화인민공화국         | 9    | 2      | 3   | 1   |
| 2  | 조선민주주의인민공화국 | 3    | 3      | 2   | 1   |
| 3  | 중화 타이베이          | 3    | 2      | 2   | 2   |
| 4  | 일본                   | 2    | 4      | 6   | 4   |
| 5  | 태국                   | 1    | 3      | 1   | 1   |
| 6  | 오스트레일리아         | 1    | 3      | 1   | 1   |
| 7  | 뉴질랜드               | 1    | 0      | 0   | 0   |
| 8  | 대한민국               | 0    | 1      | 1   | 3   |
| 9  | 인도                   | 0    | 2      | 0   | 1   |
| 10 | 싱가포르               | 0    | 0      | 2   | 0   |
| 11 | 홍콩                   | 0    | 0      | 1   | 2   |
| 12 | 말레이시아             | 0    | 0      | 0   | 2   |
| 12 | 인도네시아             | 0    | 0      | 0   | 2   |
| 13 | 필리핀                 | 0    | 0      | 0   | 1   |

## 같이 보기
- EAFF E-1 풋볼 챔피언십 (여자부)
- 남아시아 축구 연맹 여자 선수권 대회
- 서아시아 축구 연맹 여자 선수권 대회
- AFC 아시안컵